# François Tanguy
François Tanguy, född 23 juni 1958 i Caen i Normandie, död 6 december 2022 i Le Mans, var en fransk teaterregissör.

## Biografi
År 1982 blev François Tanguy konstnärlig ledare för den fria teatergruppen Théâtre du Radeau som bildats 1977 i Le Mans i Pays de la Loire. Tanguy var bland andra inspirerad av den polske teatermannen Tadeusz Kantor. Gruppen har ett undersökande arbetssätt och spelar inte klassisk eller modern dramatik utan skapar varje uppsättning från grunden. Ibland har man dekonstruerat klassiska texter som i Jeu de Faust 1987 och Woyzeck-Büchner-Fragments forains 1989. År 2008 framträdde gruppen på Avignonfestivalen med François Tanguys Ricercar. Bland utmärkelser François Tanguy tilldelades kan nämnas Premio Europa New Theatrical Realities 2009.
François Tanguy och Théâtre du Radeau gästade Festspillene i Bergen tre gånger: 1992 med Chant du Bouc (Bockens sång), 1994 med Chorale och 1997 med Bataille du Tagliamento.

## Redferenser